# Мшана (пам'ятка природи)

Боло́то Мша́на — гідрологічна пам'ятка природи загальнодержавного значення в Україні. Розташована у Калуському районі Івано-Франківської області, на захід від села Осмолоди. 
Площа природоохоронної території 6 га. Статус з 1975 року. Перебуває у віданні ДП «Осмолодське лісове господарство». 
Болото розташоване на території Осмолодського держлісгоспу (Мшанське лісництво), на лівобережній терасі річки Молода, нижче від гирла річки Мшани, на висоті 763–773 м над р. м. 
Охороняється рідкісне для Карпат верхове болото з покладами торфу.
Болото має овальну форму. З усіх боків оточене ялиновим лісом з домішкою сосни. На самому болоті деревний ярус розріджений і пригнічений, його утворюють ялина європейська та сосна звичайна заввишки від 1 до 4 м. Поодиноко трапляється сосна гірська заввишки до 1 м. 
Болото заросле чагарниково-сфагновими угрупованнями. Переважають чорниця, буяхи та водянка чорна, з трав'янистих рослин — пухівка піхвова. Рідше трапляються журавлина болотна та журавлина дрібноплода, росичка круглолиста. В моховому покриві переважає сфагнум бурий з домішкою сфагнуму магеланського. Осокові угруповання розміщені по краю болота смугою завширшки до 5 м. В їхньому складі трапляється осока малоквіткова, занесена до Червоної книги України. 
Територія, що охороняється, цікава у фауністичному відношенні. На квітучих чагарниках водянки чорної та буяхів відмічені три види джмелів та метелики чорнушки ефіопки. Цей вид метеликів належить до роду чорнушки, який є реліктом льодовикового періоду. На прилеглих ділянках ялинового лісу зрідка трапляється тритон карпатський, занесений до Червоної книги України. Різноманітнішою є фауна узлісся, де водяться різні види жуків-турунів.

## Догляд
У 2007 році громадською організацією «Карпатські стежки» за сприяння Посольства Королівства Нідерландів в Україні було встановлено охоронний знак.